# Uitwijkluchthaven
Een uitwijkluchthaven is een luchthaven die geschikt is voor het verwerken van een ETOPS-gekwalificeerd vliegtuig tijdens een noodlanding. De vliegafstand van het vliegtuig naar de naar de luchthaven mag niet meer bedragen dan de ETOPS-periode voor dat specifieke vliegtuigmodel.
Het is van belang dat alle luchthavens op een vliegroute die als een uitwijkluchthaven zijn aangewezen de mogelijkheden, diensten en faciliteiten hebben om dat bepaalde vliegtuig op een veilige manier te kunnen afhandelen, en dat de weersomstandigheden op het moment van aankomst zorgen voor een hoge mate van zekerheid dat een veilige landing met een motor- en/of systemenstoring haalbaar is.
Een ETOPS-vlucht mag alleen worden goedgekeurd door de luchtverkeersleiding als de uitwijkluchthavens gedurende de gehele vlucht beschikbaar zijn. Onbeschikbaarheid als gevolg van slecht weer, bijvoorbeeld, zal een reden voor een routewijziging zijn.

## Veel gebruikte uitwijkluchthavens

### Atlantische routes
- Bangor International Airport
- Gander International Airport
- Luchthaven Keflavík
- Shannon Airport
- Internationale luchthaven Bermuda
- Lajes Airport (Azoren)
- Santa Maria Airport (Azoren)
- Lisbon Portela Airport
- Luchthaven Santa Cruz de La Palma
- Tenerife Norte Airport
- Luchthaven Amílcar Cabral Internationaal (Sal (Kaapverdië))
- RAF Ascension Island
- Fernando de Noronha Airport
- Luchthaven Cayenne - Félix Eboué
- Pointe-à-Pitre International Airport

### Pacifische routes
- Henderson Field (Midway)
- Mataveri International Airport (Easter Island)
- Cassidy International Airport (Christmas Island, Kiribati)
- Faa'a International Airport
- Wake Island Airfield
- Majuro International Airport
- Kwajalein Airport
- King Salmon Airport
- Eareckson Air Station (Shemya Island)
- Cold Bay Airport
- PMRF Barking Sands
- Lihue Airport
- Kahului Airport
- Hilo International Airport
- Kona International Airport
- Rarotonga International Airport
- Niue International Airport
- Faleolo International Airport (Samoa)
- Suva International Airport
- Port Vila International Airport (Vanuatu)
- Nouméa-La Tontouta International Airport
- Pohnpei International Airport
- Enewetak Auxiliary Airfield
- Chuuk International Airport
- Guam International Airport
- Saipan International Airport

### Poolroutes[2]
- Svalbard Airport (Longyearbyen)
- Thule Air Base
- Luchthaven Iqaluit
- Whitehorse International Airport
- Yellowknife Airport
- Wiley Post–Will Rogers Memorial Airport (Barrow)
- Luchthaven Bratsk
- Luchthaven Irkoetsk
- Luchthaven Norilsk Alykel
- Luchthaven Tolmatsjovo
- Luchthaven Tiksi
- Luchthaven Jakoetsk
- Luchthaven Mirny
- Luchthaven Tsjoelman
- Luchthaven Pevek

### Indische Oceaan-routes
- Socotra Airport
- Seychelles International Airport
- Luchthaven Réunion Roland Garros (Réunion)
- Malé International Airport (Maldiven)
- Diego Garcia
- Cocos (Keeling) Islands Airport
- RAAF Learmonth